# (10743) 1988 VS2
(10743) 1988 VS2 es un asteroide perteneciente al cinturón de asteroides, región del sistema solar que se encuentra entre las órbitas de Marte y Júpiter.
Fue descubierto el 12 de noviembre de 1988 por Eleanor F. Helin  desde el Observatorio Palomar.

## Designación y nombre
Designado provisionalmente como 1988 VS2.

## Características orbitales
1988 VS2 está situado a una distancia media del Sol de 2,576 ua, pudiendo alejarse hasta 3,066 ua y acercarse hasta 2,086 ua. Su excentricidad es 0,190 y la inclinación orbital 13,129 grados. Emplea 1510,13 días en completar una órbita alrededor del Sol.
Pertenece a la familia de asteroides de (15) Eunomia.

## Características físicas
La magnitud absoluta de 1988 VS2 es 13,77. Tiene 7,396 km de diámetro y su albedo se estima en 0,186.